# Arte dei Medici e Speziali

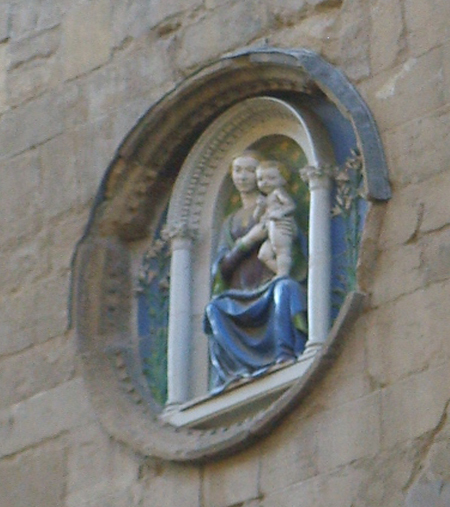
Médaillon de l'Arte à Orsanmichele.

L'Arte dei Medici e Speziali est une corporation des arts et métiers de la ville de Florence, l'un des sept arts majeurs des Arti di Firenze qui y œuvraient avant et pendant la Renaissance italienne.

## Histoire

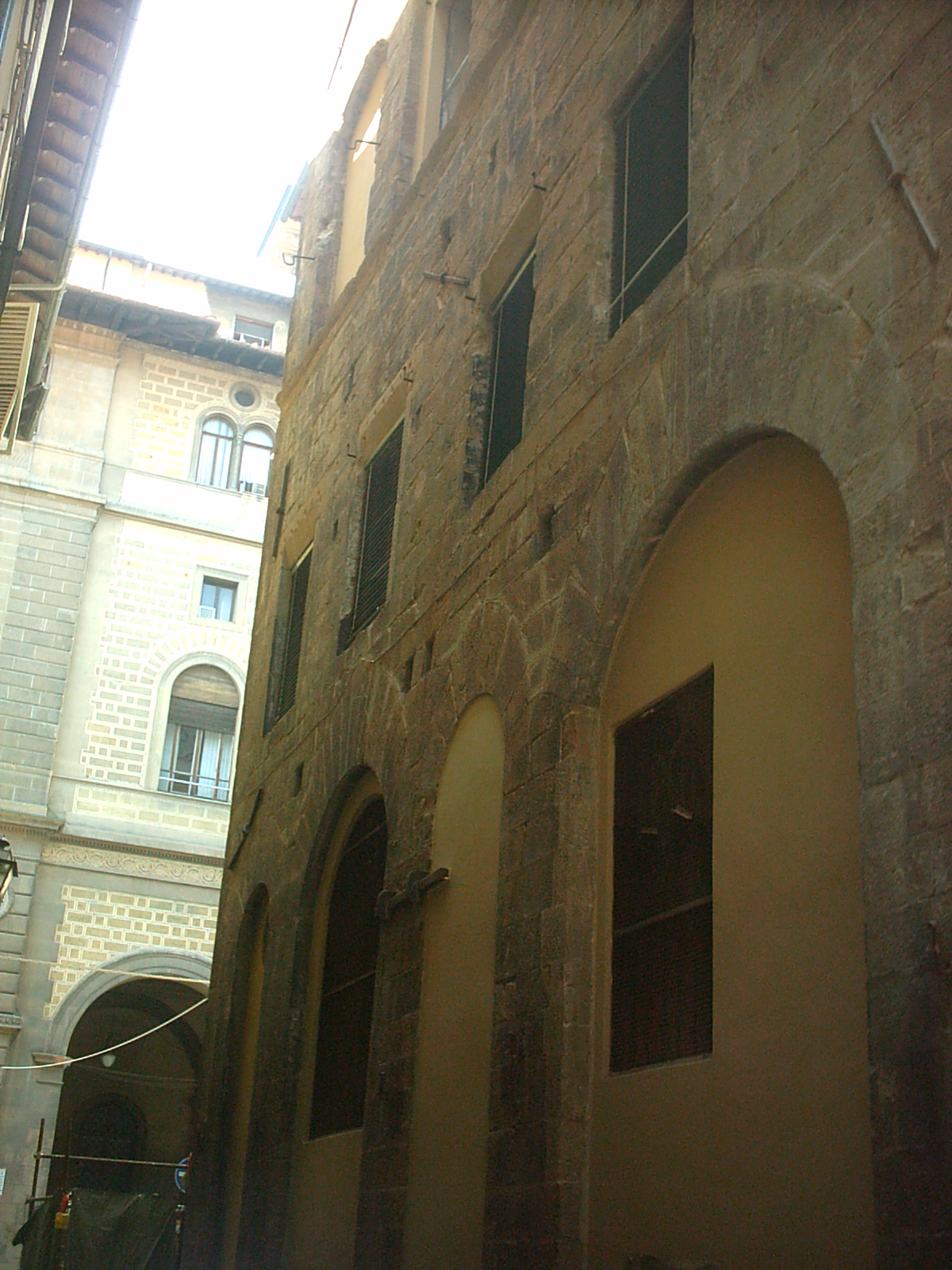
Siège de l'Arte dei Medici e Speziali, Via San Miniato tra le Torri, dans la Via Pellicceria.

L'Arte dei Medici e Speziali rassemble les médecins et les apothicaires, « spécialistes » en préparations médicinales, souvent issues de l'herboristerie. Les premiers statuts de la corporation datent de 1313 et énumèrent les dispositions du règlement intérieur et les règles de nomination des six consuls, du camerlingue, du notaire et des douze conseillers.
En 1314, pour y établir son siège, l'Arte acquiert près de la via dei Cavalieri l'une des maisons de la famille Lamberti, qui sera démolie au XIXe siècle pendant le Risanamento, au moment de la réorganisation du quartier du Mercato Vecchio. Le plafond héraldique transporté au XIXe siècle dans l'ancienne Sala dell'Udienza du Palazzo dell'Arte della Seta, aujourd'hui la salle de lecture de la bibliothèque du palais du parti Guelfe, provient de la Residenza dell'Arte dei Medici et Speziale détruite.
Les maîtres inscrits à la fin du XIIIe siècle sont plus de 500.
Comme toutes les autres corporations de la ville, l'Arte fut supprimé en 1770 par un décret de Léopold II (empereur du Saint-Empire), grand-duc du grand-duché de Toscane.

## Organisation
L'Arte est gouverné par six consuls, un chambellan, un notaire, douze conseillers, dix-huit buonomini, six statutaires et trois officiers. Les consuls sont élus deux fois par an et se réunissent chaque semaine ; le chambellan, c'est-à-dire le trésorier, reste en fonction pendant 6 mois et vu l'importance de ses fonctions, doit verser une caution de 300 florins d'or garantissant son travail.
La taxe d'inscription est fixée à six florins d'or, et au double si le candidat n'est pas né à Florence. Les fils des maîtres déjà associés ne versent aucune cotisation, il leur suffit de prêter serment. 

### Médecins
La médecine médiévale se fondait principalement sur la connaissance de la théorie des humeurs et de l'astrologie, et bien qu'elle se prétende une discipline empirique, les médecins de l'époque s'appuyaient essentiellement sur les vertus curatives de certaines herbes, des eaux minérales et de tous les éléments naturels, dont les phases de la lune. Certes, la pratique médicale la plus répandue était la saignée, réalisée au moyen d'incisions ou de sangsues, dans la conviction que l'élimination du « mauvais » sang favoriserait la régénération du « bon », rééquilibrant les humeurs et conduisant le patient à une guérison progressive.
Une autre méthode courante de diagnostic était l'observation de l'urine, dont le médecin étudiait la couleur et l'odeur avant de décider d'une éventuelle guérison. En réalité, dans les cas les plus simples, le meilleur traitement que l'on pouvait prescrire à un patient était du vin rouge et un bon bouillon de viande, tandis que pour réparer les dégâts causés par les saignées, les plaies étaient généralement brûlées (cautérisation) avec des lames incandescentes.
Pour les états plus graves ou chroniques, on s'appuyait plutôt sur les propriétés curatives de certaines eaux ou sources thermales considérées comme bénéfiques, qui pourraient effectivement être efficaces dans le traitement des calculs rénaux ou des dysfonctionnements hépatiques.
Une maladie très commune parmi les membres des familles les plus riches était la goutte ; ce fut la maladie de la famille Médicis au XVe siècle, qui causa aussi la mort de Laurent de Médicis dit le Magnifique ; les sommités appelées à consulter ont tout essayé, allant jusqu'à prescrire une infusion à base de perles et de pierres précieuses pulvérisées.
Les connaissances les plus avancées semblent être dans le domaine de l'orthopédie ; les médecins pouvaient en effet traiter les entorses et les fractures avec des attelles ou des bandages très serrés ou en mettant les membres en traction. Pour les cas les plus désespérés, cependant, il ne restait plus qu'à s'appuyer sur la prière, en invoquant l'intercession d'un saint guérisseur.

### Apothicaires

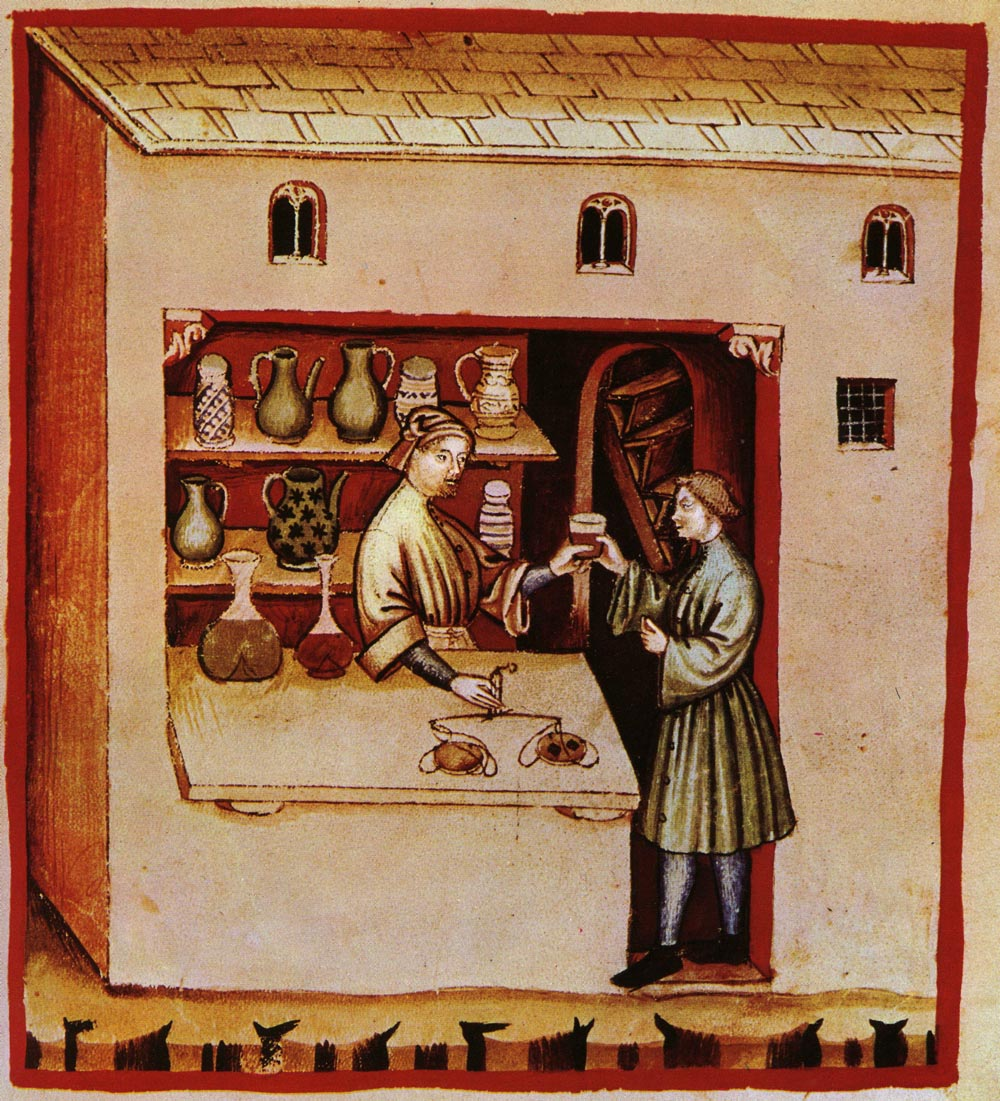
La boutique de l'apothicaire.

Une autre thérapie tenue en grande estime par les médecins de l'époque était celle basée sur les plantes officinales, vendues avec d'autres essences végétales, des poudres minérales et des médicaments de toutes sortes dans les boutiques des apothicaires. Les produits et préparations étaient entreposés et soigneusement conservés dans des bocaux et bouteilles en verre ou en terre cuite, qui contenaient des herbes séchées, du poivre, de la moutarde, du safran, du gingembre, de la cire, de la poix, de l'alun, du plomb et bien plus encore, faisant de la boutique de l'apothicaire quelque chose de semblable aux herboristeries et pharmacies d'aujourd'hui. Le « pharmacien médiéval » préparait alors potions, cataplasmes, onguents, pilules, cosmétiques et parfums.
Cependant, il était assez fréquent que les médecins eux-mêmes aient leur propre boutique dans laquelle ils préparaient personnellement les médicaments à administrer aux patients et que les apothicaires soient « affiliés » à certains médecins et utilisent la boutique comme clinique externe pour les visites.
Les apothicaires les plus célèbres étaient ceux de la famille Toscanelli dal Pozzo, près de la Badia Fiorentina, ceux de la famille Grazzini à l'angle entre la Piazza San Giovanni et Borgo San Lorenzo (où se trouve encore aujourd'hui une pharmacie et où l'Accademia della Crusca a été fondée en 1582) et l'illustre Matteo Palmieri, qui occupa le poste de Gonfalonnier de justice en 1453 et avait la pharmacie de Canto alle Rondini dans le quartier de la basilique Santa Croce de Florence.
A la fin du XVe siècle, l'Arte publia un texte intitulé Il ricettario fiorentino (Le livre de recettes florentines), recueil des connaissances pharmacologiques de l'époque, dans lequel étaient fixées avec la plus grande précision les doses de préparations médicinales que tous les membres devaient respecter du fait de la loi. La publication eut de nombreuses éditions et réimpressions de 1499 à 1789. La rédaction fut confiée à la Faculté de Médecine de Florence par les Consuls de l'Arte des médecins et apothicaires dont l'autorité était telle qu'elle pouvait soumettre les médecins et apothicaires de la ville et de la campagne au respect du code pharmaceutique même sans l'intervention d'un magistrat, afin que tous les apothicaires fassent les mêmes préparations et compositions selon les règles établies. Il ricettario fiorentino  peut être considéré comme la première pharmacopée publique telle que nous la comprenons aujourd'hui. Toutes les pharmacopées ultérieures publiées en Italie et à l'étranger ont été inspirées par le concept d'administration introduit par cet ouvrage.
En plus des médicaments et des épices, les couleurs et les colorants utilisés à la fois dans la teinture des artefacts textiles et par les peintres dans leurs œuvres, étaient d'autres articles très vendus chez les apothicaires ; c'est pourquoi les peintres étaient l'une des catégories associées à cette société, avec la mercerie, le vitrail et la papeterie.

## Catégories artisanales associées

### Peintres
Les peintres y sont associés à partir du Trecento, pour la préparation et les secrets de fabrication des pigments et des médiums que leur fournissent les Speziali, conservant toujours un rôle subalterne vis-à-vis de ceux qui étaient leurs fournisseurs de matières premières ; les apothicaires vendaient en gros les terres et les pigments avec lesquels les peintres préparaient les composés colorants à étaler sur les tableaux.
Le métier de peintre au Moyen Age nécessitait une longue période d'apprentissage ; ils commençaient comme garçons de magasin dès l'enfance et avant de toucher un pinceau, des années pouvaient passer, pendant lesquelles ils apprenaient à préparer les couleurs en pilant la terre et les pigments dans des mortiers et à enduire de chaux les grandes planches de bois sur lesquelles le maître étalait les couleurs, support indispensable à la création de polyptyques et de retables.
Avant de faire les premiers essais de composition, les élèves devaient maîtriser tous les aspects techniques de la peinture, dont les maîtres gardaient jalousement les secrets ; Taddeo Gaddi lui-même, par exemple, avait été l'élève et le collaborateur de Giotto di Bondone pendant vingt-quatre ans, avant de devenir, à son tour, l'un des artistes florentins majeurs du XIVe siècle.
Outre la peinture sur bois au XIVe siècle, les peintres peignirent de grands cycles de fresques dans les chapelles et dans les cénacles des églises ; la fresque était certainement une technique plus exigeante, aussi d'un point de vue physique car elle procédait lentement, jour après jour, obligeant à grimper comme les maçons sur des échafaudages en bois.
Parmi les genres mineurs, il convient de mentionner le schabraque, la couverture décorée utilisée pour habiller les chevaux lors des parades ou au combat ; constitué d'une armature en fer sur laquelle étaient tendues des peaux, il était divisé en 4 parties distinctes : la tête, le coffre et 2 volets latéraux décorés des symboles héraldiques de la famille du cavalier. D'origine orientale, les tapis de selle se sont répandus en Occident à la suite des croisades et au XVe siècle, cet accessoire de guerre a atteint des niveaux de fabrication vraiment excellents.
Une autre tâche curieuse confiée aux peintres directement par les autorités municipales est la peinture infamante, dans laquelle étaient représentés des condamnés à mort ou des conspirateurs ; des artistes célèbres tels que Andrea del Castagno, surnommé Andrea degli Impiccati et Sandro Botticelli, qui a dépeint les responsables de la conjuration des Pazzi en 1478, y ont contribué parmi d'autres.

### Merciers
Les merciers sont admis car ils assemblent les éléments des fournitures provenant de l'Arte della Seta o di Por Santa Maria (« de la soie ») pour confectionner toutes sortes d'objets d'habillement : chapeaux, bourses, gants, épées, couteaux, sonnettes, chaussures, miroirs, peignes, dés, cordages, clous, flèches, verres, boutons, or et argent battu. 
Leurs boutiques peuvent être considérées comme les ancêtres des grands magasins d'aujourd'hui. Au début du XIVe siècle, ils accueillaient dans leurs rangs les membres de la catégorie des chapeliers issus de l'Arte della Seta o di Por Santa Maria, mais l'association dura peu et déjà en 1316 les chapeliers se séparèrent.

### Papetiers

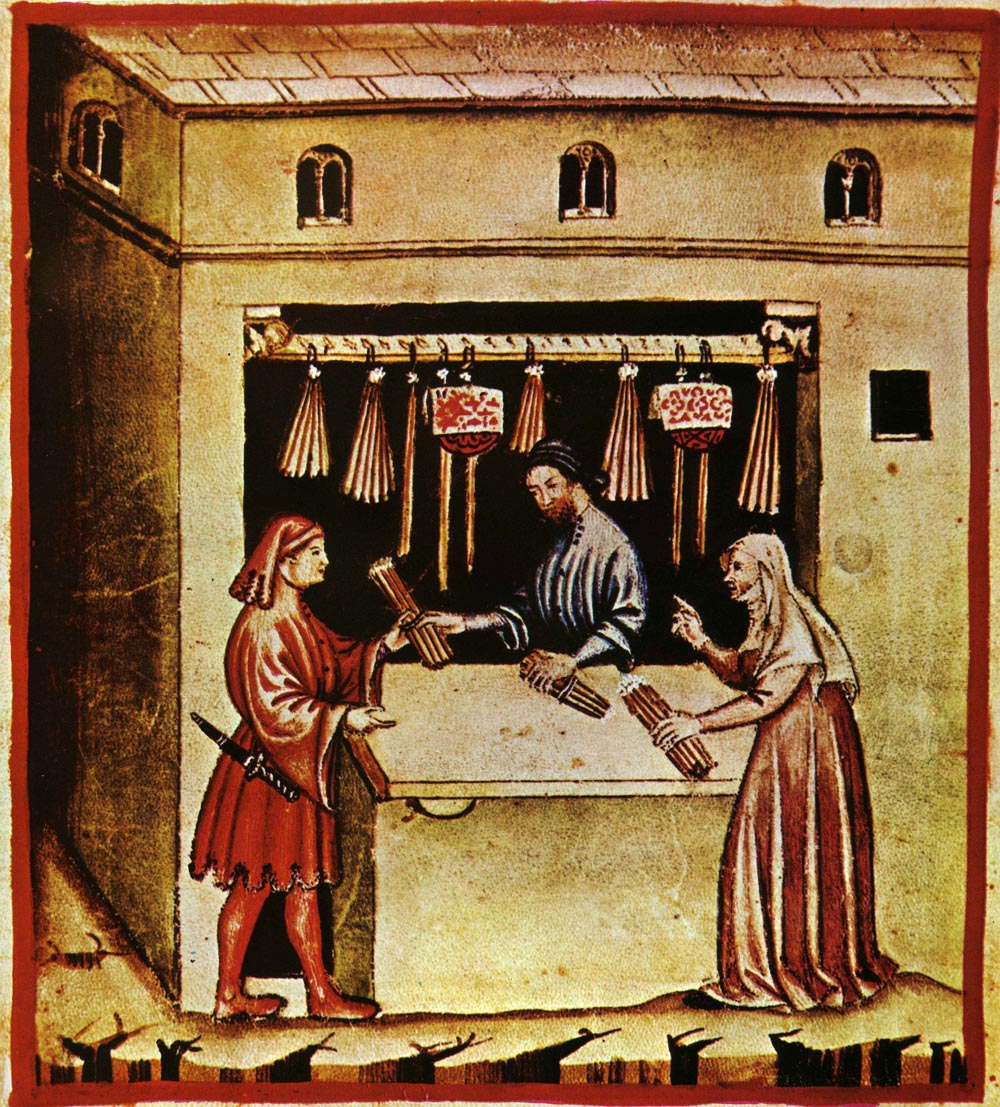
Boutique de papetier.

Sont encore admis les papetiers, qui vendent les livres, cahiers ou registres en papier vélin et qui, jusqu'à l'invention de l'imprimerie à la fin du Quattrocento, effectuent également la copie des livres qu'ils proposent ensuite à la vente. Les boutiques des papetiers étaient concentrées sur l'actuelle Piazza San Firenze, à l'angle de la Badia Fiorentina et devant le Bargello, où se vendaient des livres, des cahiers, des registres en papier de mouton et en coton.

### Barbiers et verriers
Plus tard, les barbiers et les artisans verriers ont également été accueillis dans l'Arte ; les premiers parce qu'ils extrayaient assez souvent les dents ou faisaient de petites incisions pour soigner les abcès et les seconds parce que, travaillant comme souffleurs et ayant un minimum de connaissances scientifiques, ils participaient généralement à la fabrication de thermomètres.

## Sainte patronne

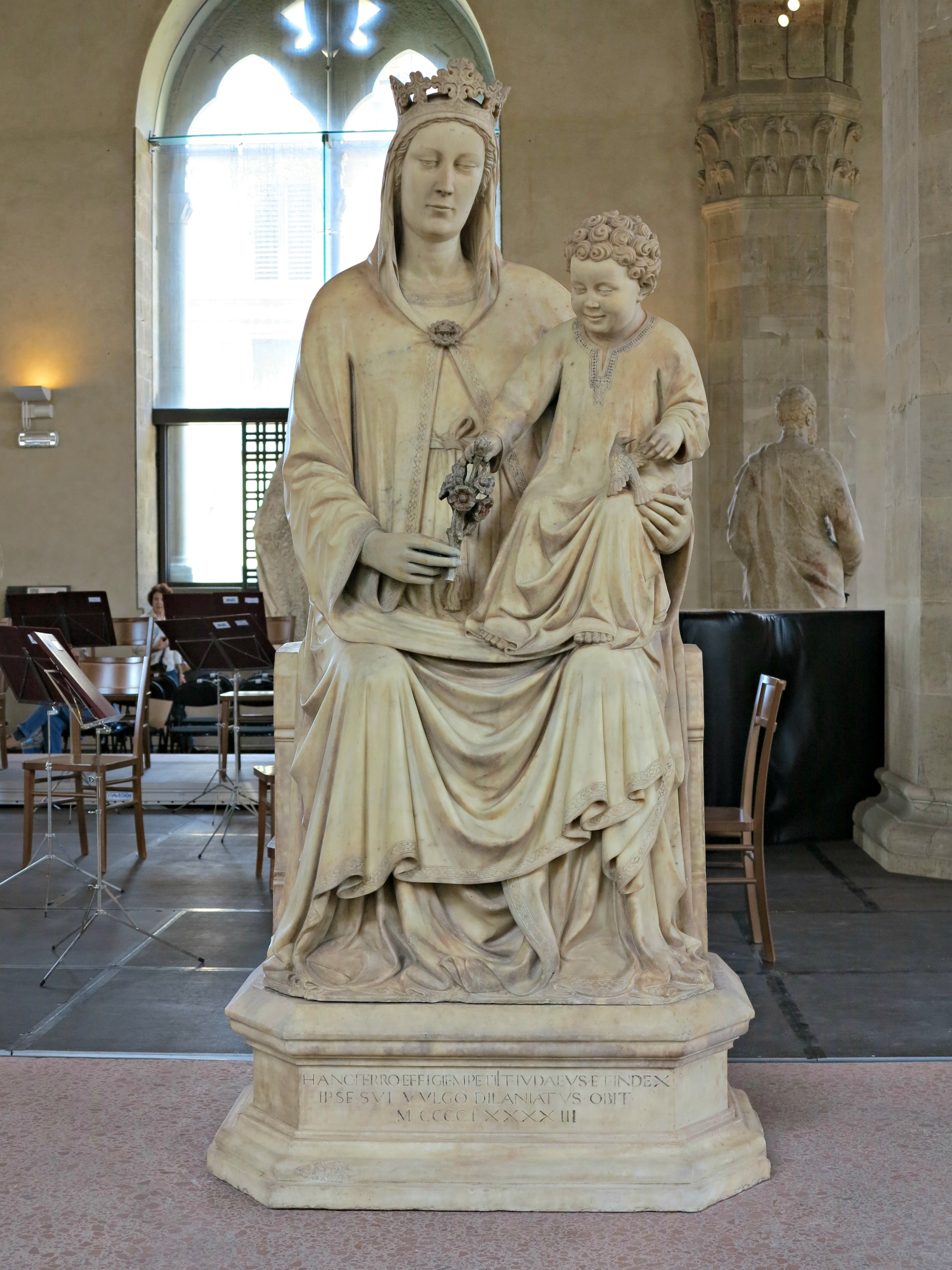
Piero di Giovanni Tedesco (attr.), Madonna della Rosa.

L'arte a choisi la Vierge Marie comme protectrice de la corporation, représentée par la Vierge de la rose, dont la statue dans l'une des niches (tabernacoli) de l'église d'Orsanmichele a été attribuée à Pietro di Giovanni Tedesco, vraisemblablement exécuté en 1400.

## Membres illustres
Parmi les membres de cette corporation figurent Dante Alighieri, Paolo Uccello, Giotto et Masaccio. Il est naturel qu'à côté des noms d'illustres maîtres peintres, tels que Cimabue, Taddeo Gaddi, Andrea Orcagna ou Maso di Banco, pour n'en citer que quelques-uns, il y eut aussi de nombreux artisans enregistrés, qui étaient extrêmement qualifiés dans la production de tous ces objets d'art mineur telles que autels, boucliers, caissons, pupitres, ogives, etc.
Jacopo di Cione, inscrit en 1369, a été podestat de la corporation en 1384, en 1387 et en 1392. Niccolò di Tommaso est enregistré vers 1346.